# Шампейн и Эйшихик
Шампейн и Эйшихик — объединение двух индейских общин, говорящих преимущественно на языке южные тутчоне и входящих в Совет Южных тутчон. Основными поселениями индейцев шампейн являются Клукшу и Шампейн-Лендинг 7, Юкон, Канада, их численность составляет 629 человек. Основными поселениями индейцев эйшихик являются Хейнс-Джанкшен и Клу-Лейк, Юкон, Канада, их численность составляет 171 человек. В 1995 году община подписала соглашение о самоуправлении с правительствами Канады и Юкона, кроме того община претендует на участок земли в Британской Колумбии.

## История
Община получила своё название от двух исторических поселений южных тутчоне: Шампейн на берегу реки Дезадиш и Эйшихик на севере озера Эйшихик. Исконные земли общины находятся в юго-западной части территории Юкон и на северо-западе провинции Британская Колумбия. На коренной территории общины расположены национальный парк Клуэйн и провинциальный парк Татшеншини-Алсек.
Язык южные тутчоне относится к группе атабаскских языков, однако жители общины поддерживали отношения с соседними племенами и зачастую были двуязычны. Вторым языком являлся тлингит. В настоящее время им владеет только несколько человек в общине.
Община одной из первых подписала соглашение о самоуправлении в 1995 году. По финальному соглашению община шампейн и айшихик получила от правительства Канады 2 427км² земли и порядка 28 млн CAD компенсации, выплачиваемойв течении 15 лет.

## Поселения и резервации

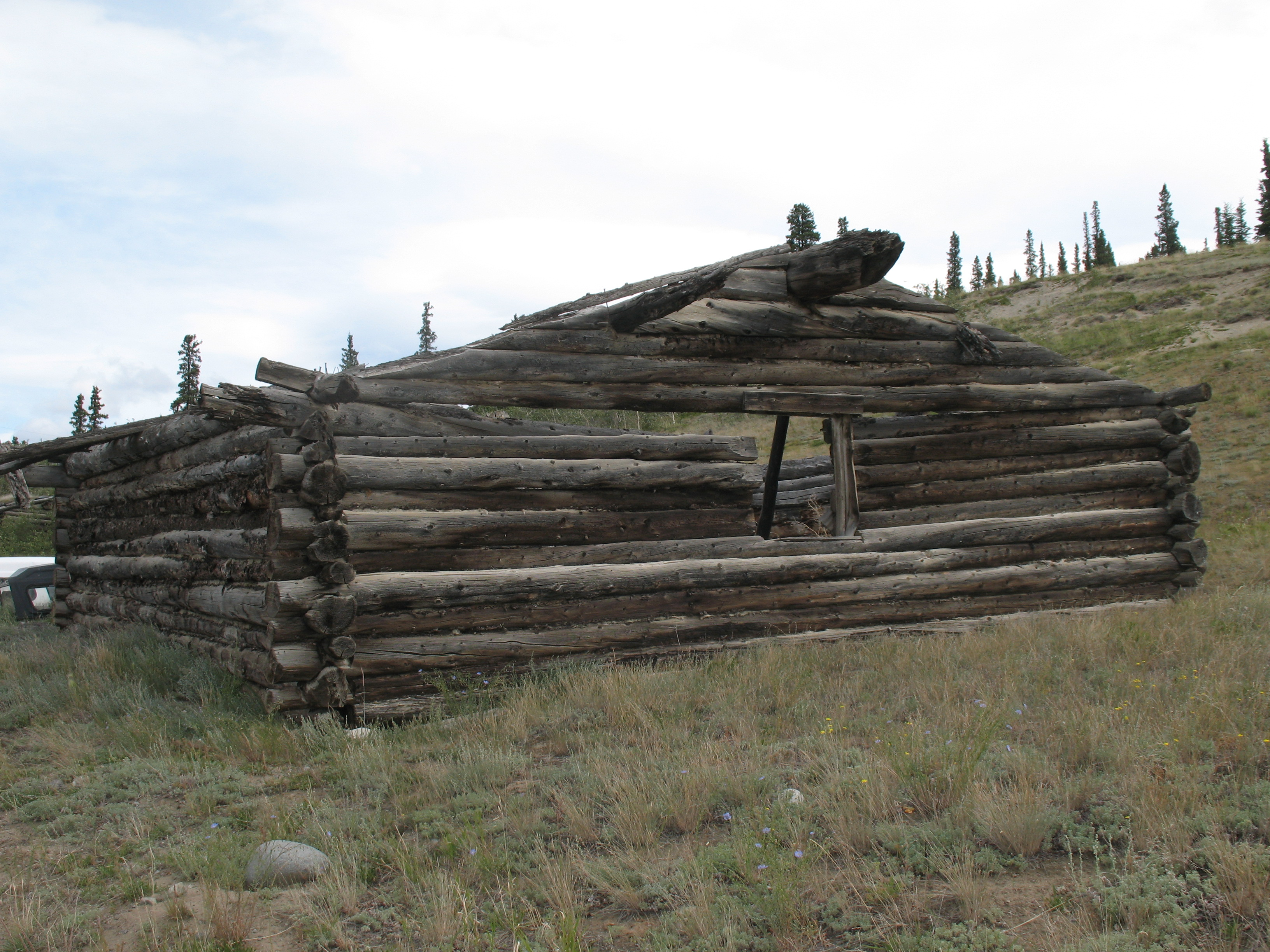
Старое строение в Шампейн.

По данным самой общины, которые отличаются от данных министерства дел индейцев и Севера Канады, численность её жителей составляет 1129 человек. Администратичным центром общины является деревня Хейнс-Джанкшен, остальные поселения и резервации пустуют.